# Heterolepidoderma macrops
Heterolepidoderma macrops is een buikharige uit de familie Chaetonotidae. Het dier komt uit het geslacht Heterolepidoderma. Heterolepidoderma macrops werd in 1981 voor het eerst wetenschappelijk beschreven door Kisielewski. 